# 莫科野鯪
莫科野鯪，為輻鰭魚綱鯉形目鯉科野鯪屬的其中一個種。該物種分布於非洲艾伯特湖、Kalondo湖，體長可達18公分，可做為食用魚。

## 扩展阅读
維基物種上的相關：莫科野鯪